# Смолоскип

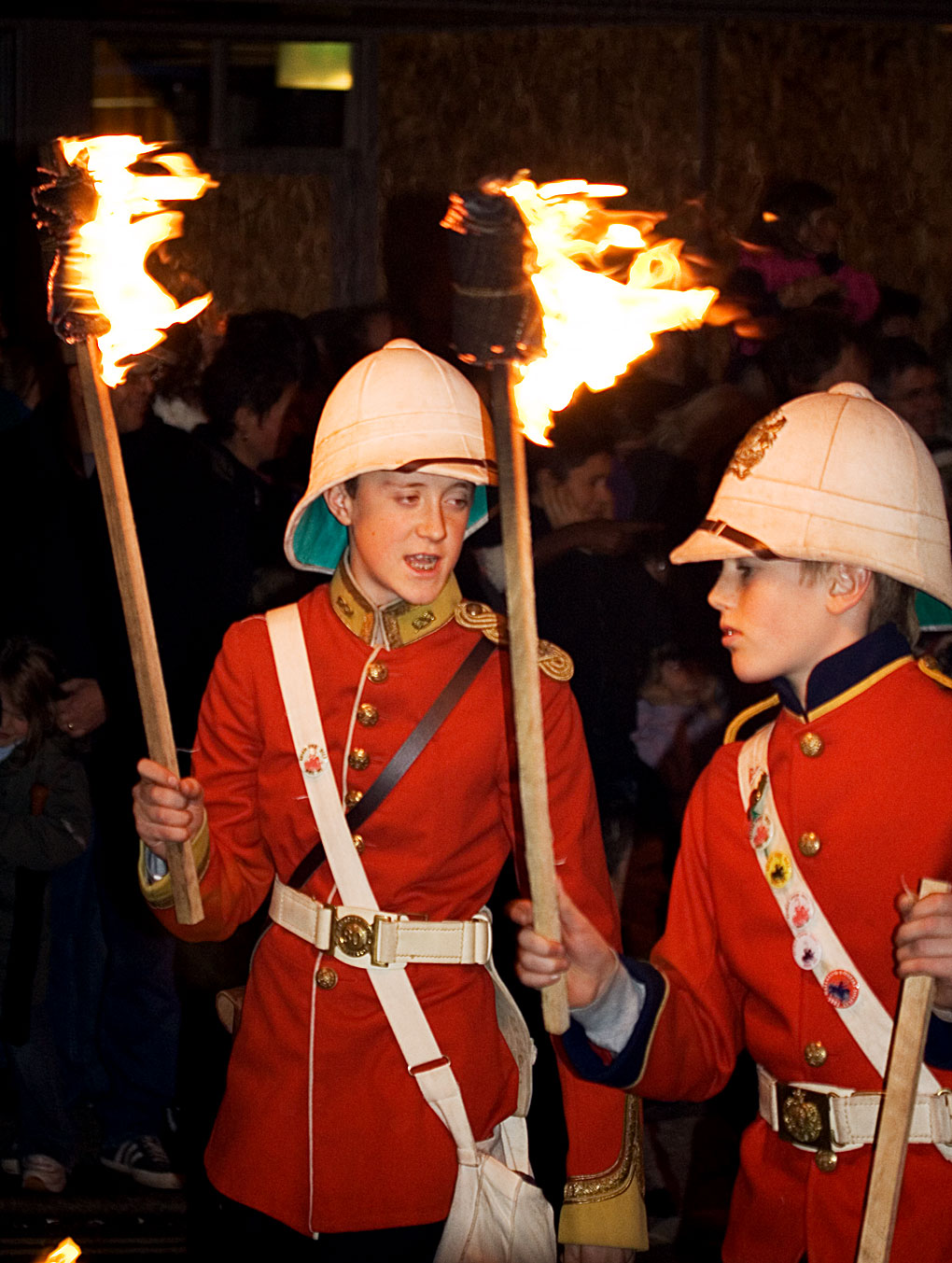
Британські хлопці зі смолоскипами

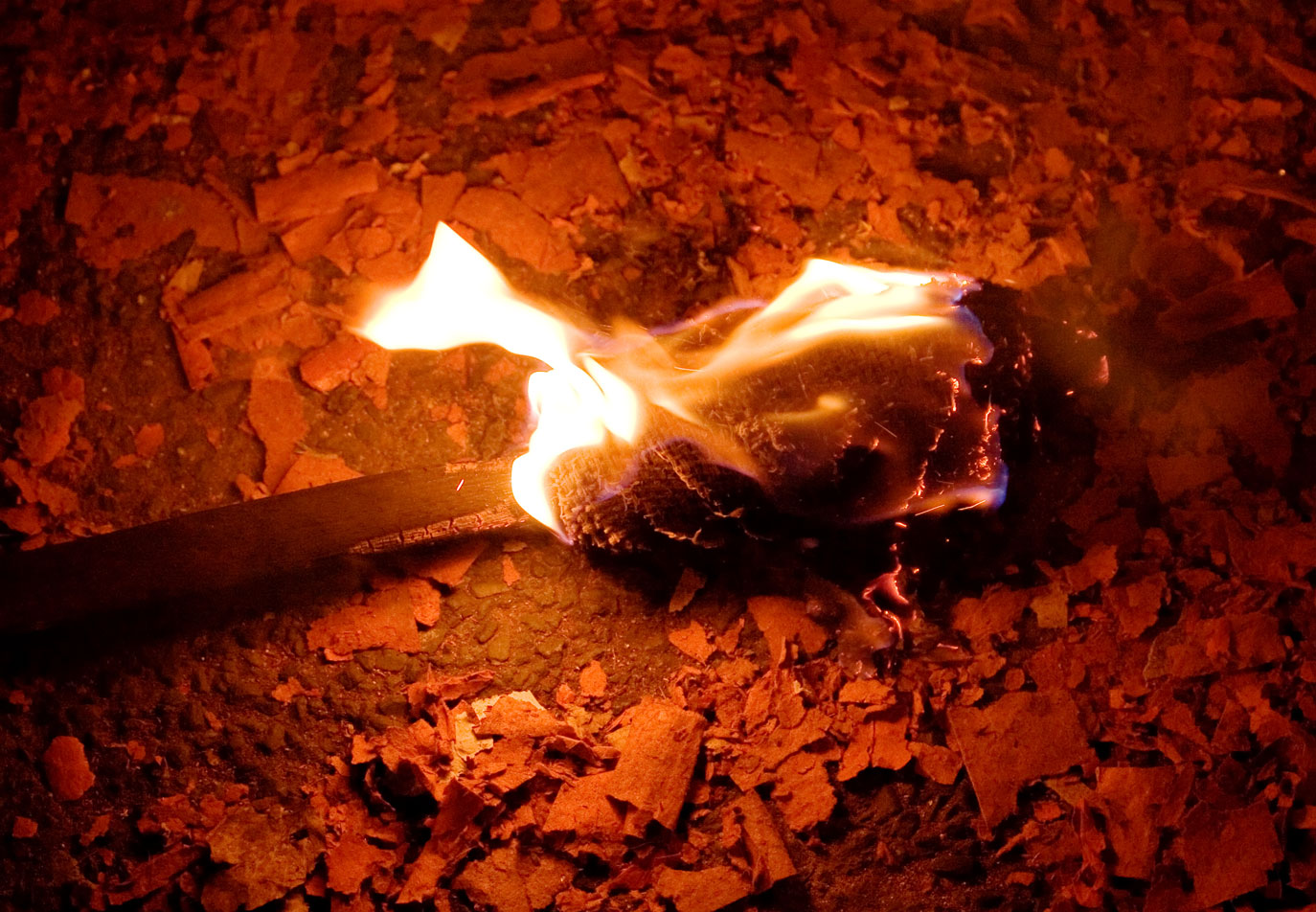
Згаслий смолоскип

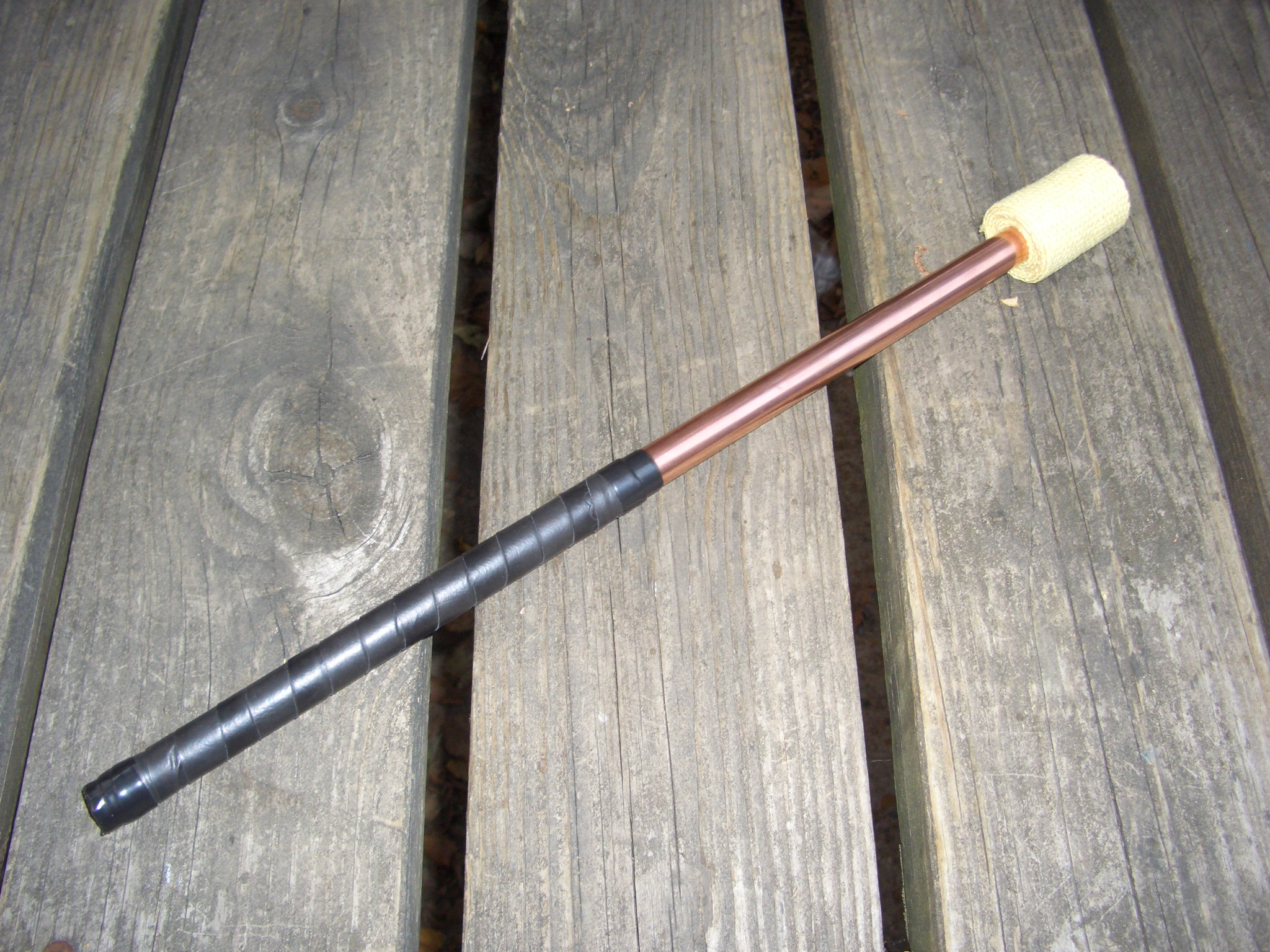
Найпростіший смолоскип для ковтача вогню

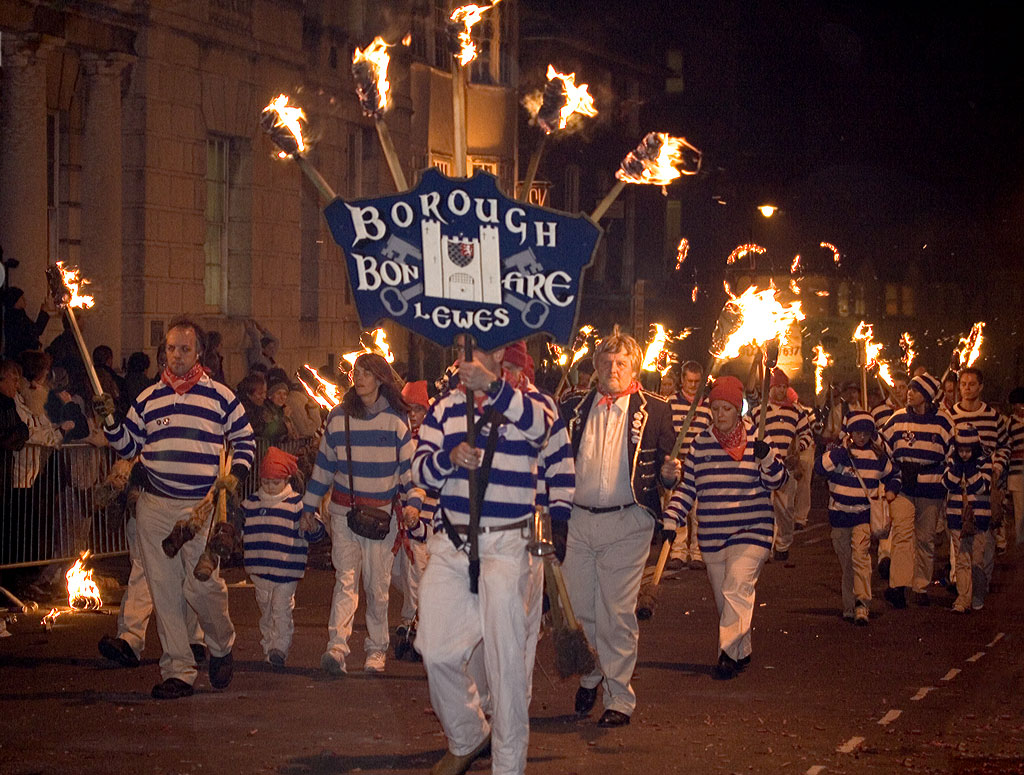
Смолоскипна хода. Льюїс, Східний Сассекс, Англія. 5 листопада 2005

Смолоски́п, смоляни́к , світоч або фа́кел (нім. Fackel < лат. facula — «скіпка», «лучина»), діал. похо́дня, похідня́ — вид світильника з відкритим вогнем, зазвичай у вигляді переносної палиці з намотаним на кінці просмоленим клоччям. Може слугувати як для освітлення, так і підпалювання.
Проста форма смолоскипа — пучок бересту або скіпок зі смолистих порід дерев, в'язанка соломи і таке інше. Подальшим удосконаленням є вживання різних сортів смоли, воску та інших горючих речовин. Інколи ці речовини слугують простою обмазкою для смолоскипного кістяка (роль якого відіграє дерево, пучок клоччя тощо).

## Будова та використання
Смолоскип — один з найпримітивніших і найдавніших засобів освітлення. Він складається з палиці, на яку намотано волокно, просочене горючою рідиною. Стародавні римляни винайшли смолоскип, що не гасне у воді — він просочується сумішшю сірки та вапна.
Сучасніший різновид — «смолоскип Тікі», що складаються з розщепленої палиці, на кінці якої встановлюється резервуар з горючою рідиною, куди поміщено ґніт. В циркових виставах застосовуються смолоскипи з металу, на кінці яких міститься ґніт, змочений у бензині чи нафті.

## Символізм
У давніх греків смолоскип символізував вічне життя. Пізніше його зображення часто використовувалося в ренесансних похованнях. Також був атрибутом богині Церери (мотив пошуків Церерою своєї дочки Персефони, викраденої Аїдом) та божеств кохання (Венери, Купідона, в ренесансному мистецтві також Путто). Таким чином, смолоскип може символізувати й пошук чого-небудь або силу кохання. Смолоскип з олімпійським вогнем символізує мир, дружбу, терпимість і надію.
Факел є загальною емблемою просвітництва та надії, тому Статуя Свободи, офіційно названа Свобода, що освітлює світ, підіймаючи свій факел. Перехрещені перевернуті смолоскипи були ознаками трауру, які з’являються на грецьких і римських похоронних пам’ятниках: смолоскип, направлений донизу, символізує смерть, тоді як факел, піднятий угору, символізує життя, правду та відроджуючу силу полум’я. Факел також є символом, який використовують політичні партії, наприклад, лейбористи (з 1918 по 1980 рр.) і консерватори (з 1983 по 2006 рр.) у Великобританії, а також Лейбористська партія Мальти. На печатках шкіл на Філіппінах факел символізує своє бачення освіти, що полягає в тому, щоб забезпечити освітою усіх учнів.
В деяких творах мистецтва факел також асоціюється з грецькою богинею чаклунства, відомою як Геката.

Деталь фриза крилатих півфігур із факелом навчання в будівлі Бібліотеки Конгресу Томаса Джефферсона, Вашингтон, округ Колумбія.
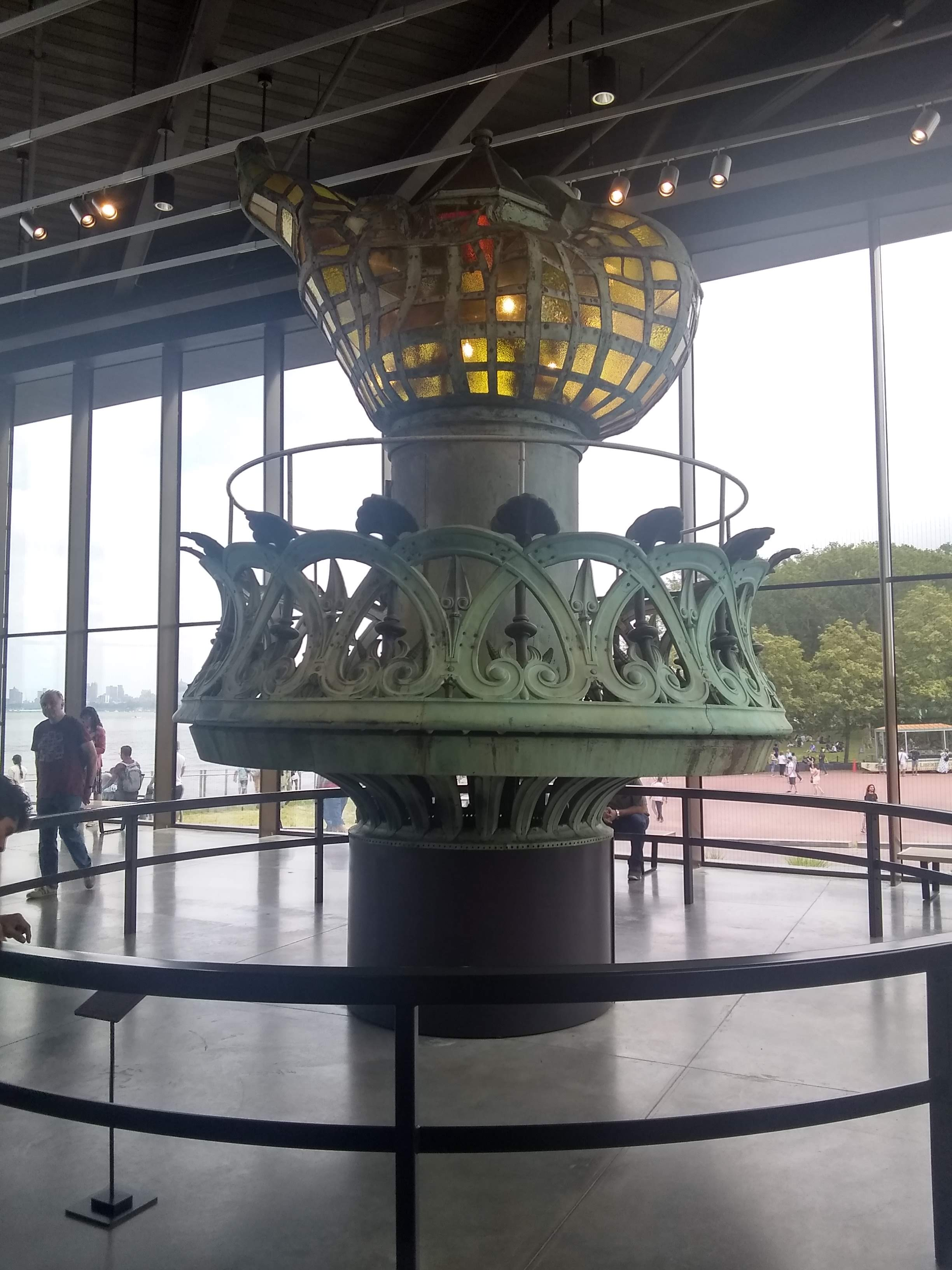
Оригінальний факел Статуї Свободи («Свобода, що освітлює світ») 1886–1984 років зберігається в Музеї Статуї Свободи на острові Свободи, Нью-Йорк.
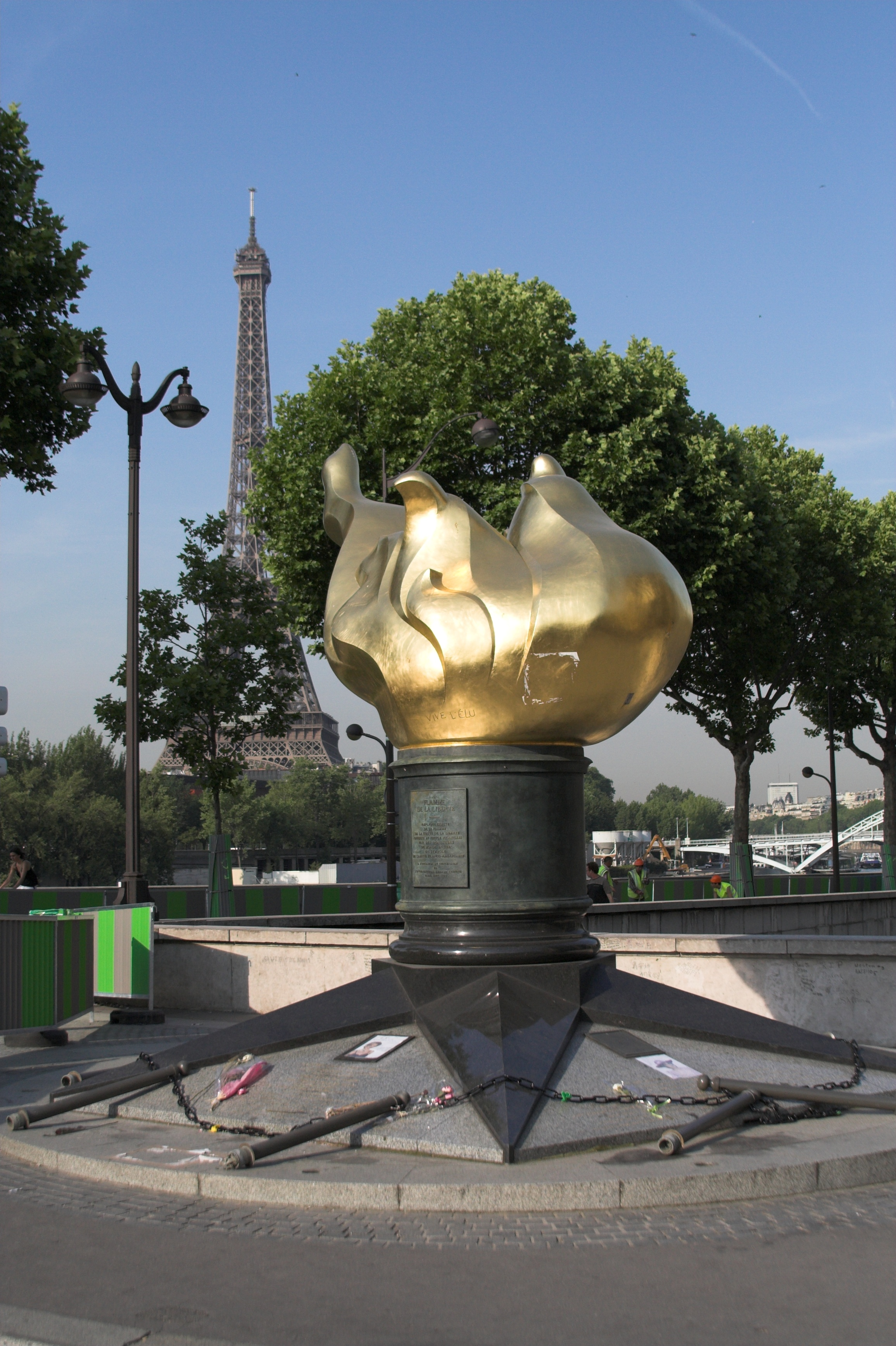
Полум'я Свободи, площа Діани, Париж
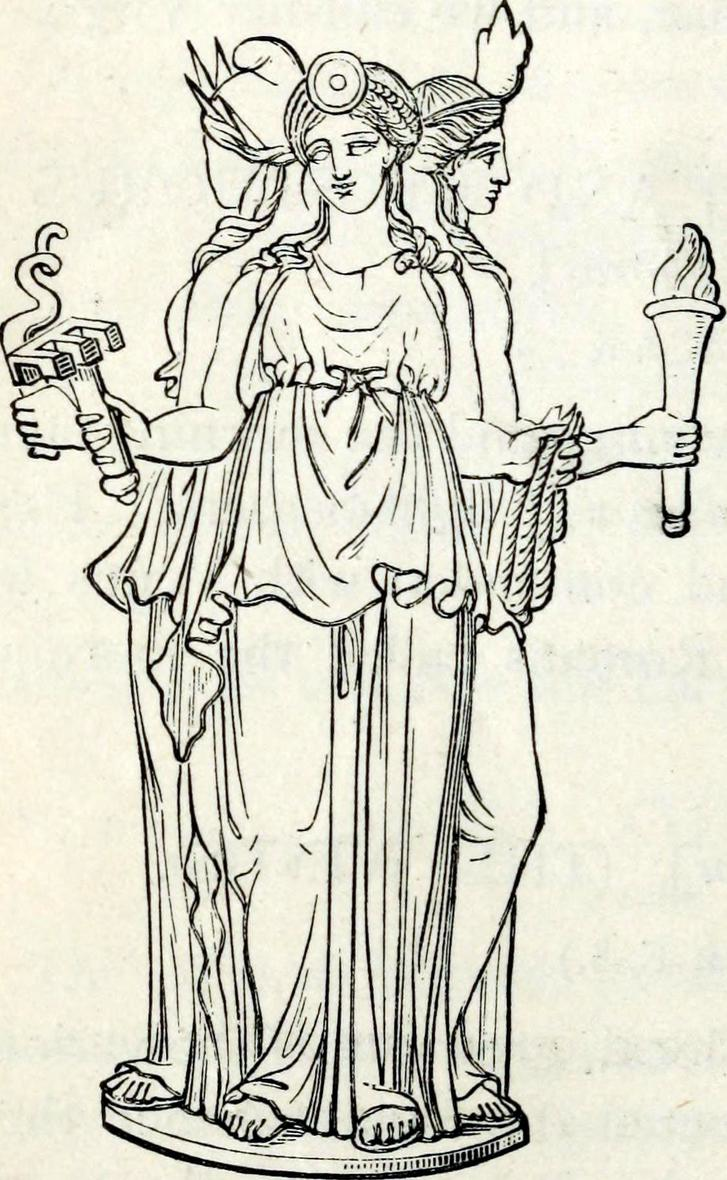
Богиня Геката тримає факел праворуч

## Інше
- Газовий факел — кероване або аварійне спалення відходів хімічних виробництв.